# Guillermo Moreno
Mario Guillermo Moreno (Buenos Aires, 15 de octubre de 1955) es un empresario, economista y político argentino. Se identifica como peronista clásico nacionalista. Defiende la doctrina peronista original, diferenciándose tanto de las corrientes socialdemócratas como de las vertientes neoliberales dentro del movimiento. En lo económico, Moreno ha promovido históricamente políticas intervencionistas, propugnando el proteccionismo para la industria nacional, la planificación estatal de la oferta y el control de precios, con la intención de fortalecer el mercado interno, preservar el empleo y garantizar el desarrollo de los sectores productivos estratégicos del país. 
Se desempeñó como secretario de Comunicaciones (2003-2006) y de Comercio Interior (2006-2013). Posteriormente, fue agregado económico de la embajada argentina en Italia hasta diciembre de 2015. 
Fundó en 2020 el partido Principios y Valores, motivado por su distanciamiento del Partido Justicialista, al que consideró influenciado por corrientes socialdemócratas y progresistas incorporadas en los últimos años de la presidencia de Cristina Fernández de Kirchner.
Es autor de libros como: En defensa del modelo (2017), en el que reflexiona sobre su gestión y la política económica durante los gobiernos justicialistas de 2003 a 2015 y Peronismo hoy (2024), un análisis del estado actual del movimiento peronista. Desde la fundación de su espacio político, ha sostenido una activa participación en medios de comunicación, interviniendo como analista y columnista en debates sobre la actualidad económica y política argentina. En 2023, encabezó la precandidatura presidencial de Principios y Valores en las elecciones primarias abiertas, simultáneas y obligatorias (PASO).

## Inicios
Mario Guillermo Moreno nació el 15 de octubre de 1955 en la ciudad de Buenos Aires, Argentina. Sus padres fueron Victoria Bravo y Mario Antonio Moreno. Creció en el barrio de Villa Lugano, en el sur de la capital argentina, en el seno de una familia de clase media trabajadora. Realizó sus estudios universitarios en la Universidad Argentina de la Empresa (UADE), donde obtuvo el título de licenciado en Economía a mediados de la década de 1980 (a sus 30 años). Durante su paso por la universidad, se destacó como presidente del centro de estudiantes y forjó sus primeras redes políticas, desarrollando una temprana vinculación con el peronismo.
Se inició en la militancia política en el peronismo, en las unidades básicas de Parque Patricios y el Bajo Flores. En su juventud, militó en la Juventud Universitaria Peronista y tuvo contacto con la agrupación Guardia de Hierro. 
Finalizada la última dictadura, en 1985 fundó la unidad básica “Pueblo Peronista” en el barrio porteño de Palermo, la cual se mantuvo activa hasta 2006 y constituyó una de las bases territoriales que marcaron su carrera política. Paralelamente, desarrolló actividad en el sector privado, siendo propietario de una distribuidora mayorista de ferretería radicada en el partido bonaerense de San Martín.

## Carrera política

### Militancia política
Existen diversas versiones sobre el inicio de Moreno en la política. Una de ellas, publicada en el diario Perfil pero sin citar fuentes, describe a Moreno como un activo militante del Frente Estudiantil Nacional, ―rama de izquierda del Partido Justicialista― durante los años setenta, pero que en 1972 se fusionó con Guardia de Hierro considerándose desde entonces parte de la derecha peronista, especialmente por su oposición a Montoneros, a quienes denunciaban como "infiltrados marxistas". No obstante ello, los miembros de Guardia de Hierro no se consideraban de derecha, sino que reivindicaban la idea de Tercera Posición defendida por Perón.
Ya en 1982, se unió a Intransigencia y Movilización [cita requerida], una agrupación justicialista heterogénea liderada por el catamarqueño Vicente Saadi y comenzó a militar dentro de la circunscripción electoral 17, entre los barrios de Palermo y Colegiales y abrió un mayoreo de ferretería en la localidad de San Martín, en el norte de Buenos Aires llamada «Distribuidora América».
Con el regreso de la democracia en diciembre de 1983, Moreno inauguró una unidad básica en Palermo, llamada «Pueblo Peronista». La misma funcionó hasta 2006 y fue solventada enteramente por el propio Moreno con los ingresos del  mayoreo de ferretería. En ese tiempo estuvo vinculado al que sería Presidente de la Nación, Alberto Fernández, de quien luego se convertiría en adversario dentro del peronismo porteño.
Moreno estudió Economía en la Universidad Argentina de la Empresa. Se casó a comienzos de los años ochenta con la psicóloga Alicia Mizrahi, de origen judío sirio. Tuvieron dos hijos: José Pablo y Victoria. Divorciado de su primera esposa, actualmente se encuentra en pareja con la escribana Marta Cascales, casi veinte años mayor; vivió en el barrio porteño de La Boca, y actualmente reside en el barrio de Constitución.

### Subsecretario de Producción del Gobierno de Buenos Aires
Su primer cargo gubernamental fue en 1989 en la Subsecretaría de Producción en el Gobierno de Buenos Aires, bajo la intendencia de Carlos Grosso. Moreno estuvo a cargo de microcréditos para empresas, siendo Kelly Olmos su jefa en la subsecretaría.

#### Disidencia con el gobierno de Carlos Menem
Durante el resto de los años noventa, Moreno ―disgustado con la política económica de Carlos Menem― se retiró de la administración pública para retomar la administración de su mayorista de artículos de ferretería. En esos años Moreno se vinculó con economistas como Eduardo Curia, Pablo Challú y Daniel Carbonetto, que se oponían a las políticas económicas de Domingo Cavallo. También se acercó al sindicalista Omar Viviani y asesoró al Movimiento de los Trabajadores Argentinos (MTA) de Hugo Moyano.

### Secretario de Comunicaciones
Durante la presidencia interina de Eduardo Duhalde, Moreno fue asesor de Pablo Challú en la Secretaría de Comercio Interior y también trabajó en la Secretaría para la Defensa de la Competencia. Conoció a Néstor Kirchner un año antes de que éste asumiera la presidencia en 2003. Tras el triunfo de Néstor Kirchner en la elección presidencial de ese año, fue designado titular de la Secretaría de Comunicaciones, organismo encargado de regular los servicios de telefonía y mensajería en el país. 

#### Recuperación de la órbita 81°W y creación de ARSAT
En esa gestión, Moreno fue protagonista de la recuperación de la órbita 81° W, que estaba sin utilizar desde 1998. Ese año la Unión Internacional de Telecomunicaciones (UIT), en su función de gestionar el reparto del espectro de frecuencias radioeléctricas y de las órbitas de los satélites, se la había otorgado a la Argentina para el satélite Nahuel II, que debió estar en posición antes de 2002. Como la empresa Nahuelsat no logró poner el satélite a tiempo, la UIT concedió una prórroga hasta el 19 de octubre de 2005, caso contrario, el Estado Argentino perdería los derechos sobre esa posición que permite dar comunicaciones y TV a toda América, incluido Estados Unidos.  
Dos días antes de que venciese el plazo, el 17 de octubre de 2005, fecha en la que el peronismo celebra el Día de la Lealtad, la Secretaría de Comunicaciones de Argentina simuló poner en órbita otro satélite. En realidad se trataba de un satélite canadiense que ya estaba en órbita y que Moreno había alquilado por 2,1 millones de dólares a la empresa Telesat. El aparato, llamado Anik E2, había sido lanzado en 1991 y estaba fuera de uso por haber sido alcanzado por una tormenta solar, de hecho ya no emitía señal, y aún giraba en una órbita fijada por el estado venezolano, que había sido el último usuario del satélite. Fue cómplice de esta simulación el entonces presidente de Venezuela, Hugo Chávez, quien intercedió para liberarlo de su espectro y dejarlo en libertad para que Argentina lo alquilara. Moreno lo rebautizó como "Pueblo Peronista 1" (el nombre de la Unidad Básica fundada por él mismo) y eligió para dar la falsa noticia de la puesta en órbita el festejo del Día de la Lealtad. Dos días después, el día que vencía la prórroga, el satélite realizó la primera transmisión y logró la adjudicación de la órbita a la Argentina. Apenas 31 días después, el PP1 dejó de funcionar para siempre y nunca más emitió una señal. 
Pocos meses después, exactamente en abril de 2006, mediante la ley 26.092, se creó ArSat, empresa que absorbió a Nahuelsat, que se hallaba en quiebra desde 2004. La nueva empresa logró poner en la órbita 81° W al ARSAT 1.

### Secretario de Comercio Interior (2006- 2013)
Moreno renunció a la Secretaría de Comunicaciones para hacerse cargo de la Secretaría de Comercio Interior en abril de 2006. Felisa Miceli, que se desempeñaba en esa época como Ministra de Economía, declaró ante el aumento de inflación: "debemos pasar por una inflación un poquito más alta que la deseada, pero es eso o la paz de los cementerios". Desde el primer momento se manifestó a favor de adoptar el control de precios como única estrategia anti-inflacionaria. Al mismo tiempo intentó alterar las mediciones de inflación, poniendo bajo su órbita al Instituto Nacional de Estadística y Censo (INDEC) e iniciando una campaña de hostigamiento contra las empresas consultoras privadas que publicaban mediciones propias. Pronto, las mediciones oficiales comenzaron a distanciarse cada vez más de las producidas por economistas privados y generaron fuertes críticas especialmente desde el exterior al punto de que el FMI emitió la primera moción de censura a un país.
Para cumplir estos objetivos comenzó a buscar "acuerdos de precios" que eran obtenidos mediante presiones a los empresarios. Algunas herramientas a su disposición fueron la ley de abastecimiento (una ley vigente por esa época que otorgaba al Poder Ejecutivo la facultad de ordenar allanamientos incluso sin intervención judicial, para garantizar la oferta de algunos bienes), y las restricciones a la exportación de carne, para regular precios y garantizar el consumo interno. También se lanzaron planes de productos a bajo precios para los sectores de menores ingresos, como el programa «Ropa para todos», posteriormente «Jeans para todos» y otros que abarcaban desde alimentos hasta electrodomésticos. De este modo se facilitaba a la gente acceder a diversos bienes pero aumentando el gasto público al mismo tiempo. En el marco de las iniciativas oficiales para incrementar la interacción de pequeños emprendedores con las grandes empresas locales y extranjeras, Moreno presidió en 2012 un encuentro entre la empresa Michelín y más de 100 pymes, por el que se acordó que las firmas proveyeran productos para las marcas que el fabricante de neumáticos tenía en el país y en mercados internacionales. También dio el aval para impulsar junto con el presidente del Consejo Argentino de Productores (CAP), Ider Peretti, una cámara de exportadores de cereales que buscaba posicionarse entre los grandes jugadores del mercado.

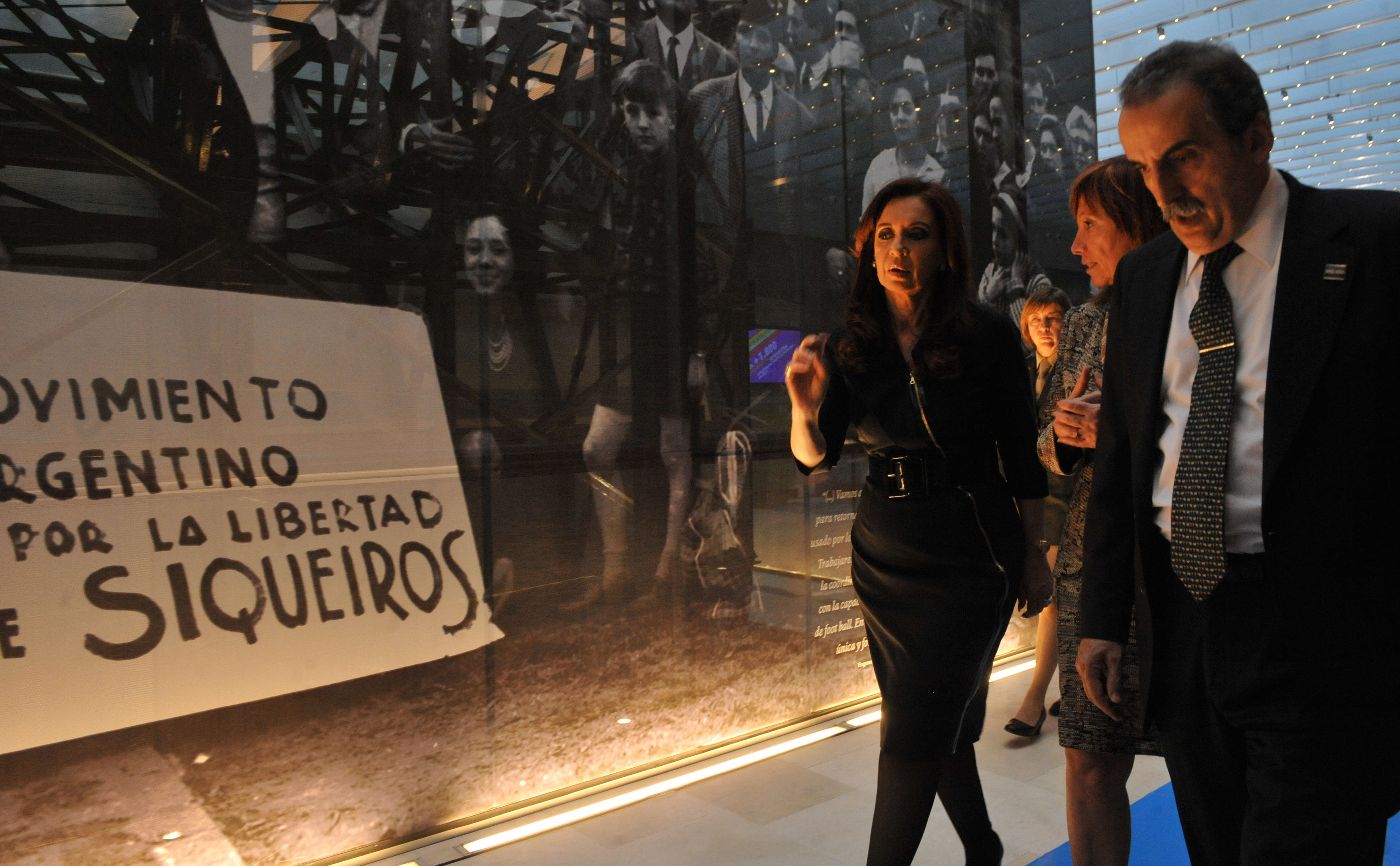
Moreno con la entonces presidenta Cristina Fernández de Kirchner; junio de 2008.

Durante 2006, Graciela Bevacqua, la jefa de estadísticas que supervisa la formulación de datos de precios al consumidor en el INDEC, el Instituto Nacional de Estadística y Censos, acusó a Moreno de haber solicitado los nombres de los comercios encuestados en el cálculo del índice de precios minoristas. Ella se negó, alegando que la Ley de Secretos le prohibía revelarle esa información. Como respuesta, Moreno relevó a Bevaqua de su cargo enviándola a cumplir tareas en la Biblioteca del Ministerio de Economía. Tras dos años en ese cargo que, según sus palabras "nada tiene que ver con mi especialidad" (Bevacqua es profesora de matemáticas), terminó renunciando en 2009 haciendo conocer, al mismo tiempo, un comunicado en el que denunciaba "persecución y hostigamiento", no sólo a ella sino también a otros funcionarios que se negaron a subestimar la tasa de inflación. Uno de los medios que difundió la información cita a otros funcionarios del INDEC que expresaban: "Acá no se puede decir ni ni, si uno no obedece en forma obsecuente lo que quieren sacar no es aceptado", (...) "Sigue renunciando gente de años, de carrera; más alla de ella [por Bevacqua], qué pasa con nosotros que seguimos denunciando cómo es el tema de la manipulación; ella renuncia, nosotros seguimos resistiendo". Presuntamente llegó a intervenir teléfonos y usar otros métodos de vigilancia para controlar los desacuerdos internos en la oficina. Esto convirtió al Secretario en blanco de críticas en todo el país. Un artículo de 2008 en La Nación advirtió que el “elogio enfático” a Moreno que había sido ofrecido por la administración de Kirchner a raíz de la controversia del INDEC podría causarle problemas a Kirchner, dada la baja estima en la que se tenía a Moreno en muchos sectores. La Nación citó al senador Ernesto Sanz diciendo que “Moreno es uno de los hombres más incapaces y sin valor de este gobierno. Dondequiera que ha tocado, ha creado desastres”. No se volvería a confiar en el INDEC, sostuvo Sanz, a menos que Moreno y todo su personal fueran reemplazados. Adrián Pérez, itular de la Coalición Cívica en la Cámara de Diputados, dijo que Moreno era un delincuente y “completamente ineficiente”. Oscar Aguad, titular de la bancada de diputados de la UCR, dijo que tener a Moreno como secretario de Comercio Interior era un “desincentivo a la inversión”, dado que Moreno proporciona “estadísticas falsas”, “controles de precios” y límites de ganancias y a menudo se ha argumentado que ejerce mucha más influencia en la política nacional de lo que cabría esperar razonablemente, considerando su cargo como Secretario, formalmente subordinado al Ministro de Economía. Se cree que su lucha de poder contra el exministro Martín Lousteau fue la razón principal detrás de la renuncia de este último en abril de 2008, luego de apenas cuatro meses en el cargo.
Bevacqua recordó en una entrevista de 2009 que Moreno la llamó a su oficina el 29 de mayo de 2006 y criticó airadamente su metodología estadística y la acusó de ser “antipatriótica” por no revelarle los detalles solicitados sobre la tasa de inflación. “Lo haré como en los viejos tiempos del peronismo”, gritó, amenazando con “borrar” los datos oficiales a su antojo. Después de dejar el INDEC, cuenta Bevacqua, no pudo encontrar otro trabajo debido a la presión ejercida por sus superiores, aparentemente por órdenes de Cristina Fernández de Kirchner y Moreno. No obstante la controversia, Cristina Fernández de Kirchner no sólo confirmó a Moreno en su puesto tras asumir la presidencia a fines de 2007, sino que además le dio más poder para que impulsase restricciones sobre el comercio y obligase a las empresas a vincularse al gobierno para operar. Finalmente, en 2023, el Tribunal Superior de Londres condenó al Estado Argentino a pagar 1330 millones de euros a tenedores de los cupones atados al crecimiento del PBI, por la alteración de las estadísticas oficiales del INDEC. El máximo tribunal británico consideró probado que las estadísticas eran manipuladas según los intereses del gobierno. Entre esas manipulaciones estuvo la de declarar una baja del crecimiento de 2013. Esa cifra quedó apenas por debajo del 3,26% que habilitaba el pago del cupón PBI a los bonistas, quienes de este modo se vieron privados del cobro que legítimamente les correspondía según las condiciones de emisión de los bonos.
El funcionario pronto ganó fama por su estilo grosero y agresivo para negociar con empresarios. Miguel Jorge, ministro brasileño de Desarrollo e Industria, dijo en una entrevista de 2007 que no tenía interés en más reuniones con Moreno, haciendo referencia a las acusaciones, recogidas en su momento por Horacio Verbitsky, en el diario oficialista Página 12, de que "suele recibir en su despacho con un arma de fuego sobre el escritorio.  Esta forma de intimidación nunca fue denunciada ante la Justicia, por lo que no pudo ser comprobada en estrados judiciales, lo que llevó a que en 2010, una nota del diario Clarín lo considerara "un mito", citando testigos que mencionaban que "al menos a nosotros no nos puso el revólver encima del escritorio". Moreno ha negado la acusación, diciéndole a un periodista que se trató de una mentira de Verbitsky "por instrucción de Alberto Fernández", y agregando: "No conocés a nadie, a nadie, que te haya dicho a vos que Moreno lo recibió con el chumbo arriba de la mesa". Sin embargo el hecho fue confirmado por dos dirigentes de su propio partido Principios y Valores. Alberto Samid, quien fue candidato a la intendencia de La Matanza por ese espacio en 2023, en 2014 había expresado: "el anterior secretario de Comercio (Moreno), cuando se sentaba con los supermercados para acordar precios sacaba el revólver y lo ponía arriba de la mesa. Yo lo vi." Ya en 2023, cuando Moreno se presentaba como precandidato presidencial por su partido Principios y Valores, el propio candidato a Gobernador de Buenos Aires por su partido, Luis D'Elia, confirmó la veracidad de las acusaciones en una entrevista radial:

-“¿Nosotros cómo manejábamos la inflación? ¿Querés que te recuerde? Bueno, nosotros lo teníamos a Moreno con una 9 mm. arriba de la mesa hablando con los empresarios”.

-“¿Eso es verdad? Él lo desmiente”.
-“No, pavadas no, muchachos”.
-“¿Pero a vos te parece que esa es la forma de hacerlo?”

-“No, yo te estoy contando cómo hacíamos nosotros”.
Luis D'Elia en Futurock FM, 16 de abril de 2023

También solía presentarse a las reuniones escoltado por el ex campeón de Kick-Boxing Jorge “Acero” Cali, y por miembros de la intervención del INDEC, que fueron sindicados por los trabajadores del organismo como parte de una “patota”.
En 2012 Moreno estableció las DJAI (Declaración Jurada Anticipada de Importación) [cita requerida], una herramienta para administrar las importaciones con la finalidad de regular la Balanza comercial.
Moreno también estuvo detrás del intento del gobierno de producir una apertura comercial con países africanos, encabezando una misión comercial a Angola. Según algunas versiones periodísticas, dicho proyecto fracasó, al igual que muchas otras de sus iniciativas. Otras versiones han intentado justificar el proyecto argumentando que el comercio entre Argentina y Angola tuvo un aumento al menos en un solo rubro, la carne caprina. No obstante ello, fuentes del comercio agropecuario han insistido en que este incremento tuvo lugar recién ocho años después de la misión, concretamente entre los meses de enero y octubre de 2020, mientras que en el período de tiempo inmediatamente posterior a la misión de Moreno el comercio entre ambos países se desplomó en un 37%. Exactamente, pudo comprobarse que en 2011 las ventas argentinas a Angola habían totalizado U$S 214,18 millones y en 2012, 218,32 millones, mientras que tras el viaje de Moreno, en 2013, cayeron a 92,97 millones de dólares FOB. Más tarde el periodista Jorge Lanata acusó en su programa televisivo durante la misión se había anunciado a la prensa la venta de 18 cosechadoras argentinas de la marca Maag Mitos, que según se anunció, eran fabricadas en Entre Ríos por el Grupo Senor. Un integrante de este grupo, Ricardo Senor, admitió luego que las cosechadoras no sólo no se vendieron, sino que no existían. Lo que se exhibió en Angola era sólo un prototipo.
Inmediatamente después de la misión a Angola inició otra a Azerbaiyán. Allí acudió en julio de 2012 junto al canciller Héctor Timerman y 150 empresarios. El resultado fue el mismo: en los primeros ocho meses del 2013 las exportaciones argentinas a Azerbaiyán cayeron 28% al alcanzar apenas 3,43 millones de dólares, cuando en 2011 y 2012 las ventas anuales habían sido de 6,9 millones cada año.
En septiembre de 2013, Moreno fue procesado por el juez Claudio Bonadio por incumplimiento del deber y abuso de autoridad en el asunto INDEC. La denuncia había sido presentada en 2011 por el economista Jorge Todesca de la consultora Finsoport. Todesca había sido viceministro de Economía bajo Eduardo Duhalde y era uno de más de una docena de expertos a quienes Moreno había multado con 500 000 pesos cada uno en 2010 por difundir una versión del Índice de Precios al Consumidor que difería del IPC oficial. En ese momento, Bonadio congeló 50.000 pesos de los bienes de Moreno.
Moreno renunció a su cargo en el gabinete el 19 de noviembre de 2013, para que tuviera efectividad a partir del 2 de diciembre. Tras su renuncia, fue nombrado agregado económico en la embajada argentina en Roma.
Fue reemplazado por Axel Kicillof. Después de la renuncia de Moreno, Eduardo Hecker, de la consultora DEL, le dijo a Bloomberg que el gobierno argentino estaba “reconociendo que hay un problema en la macroeconomía y que las políticas de Moreno no lograron solucionarlo”.[cita requerida] Hecker agregó que la renuncia de Moreno “muestra que hubo una lucha política dentro del círculo interno que ganó Kicillof, quien se convertirá en el ministro de Economía más poderoso de las dos administraciones de Kirchner, ya que ha sido el único capaz de derrocar a Moreno”[cita requerida]
El diario oficialista Página 12 describió su renuncia como un "paso al costado" para darle "vía libre" al nuevo ministro de Economía Axel Kicillof. El periódico sintetizó la gestión de Moreno en estas palabras: "tuvo etapas de mayor éxito y otras de fracaso, e incluso exhibió contradicciones profundas.(...) En numerosas ocasiones, más que las deseables, el modo en que lo hizo terminó facilitando goles en contra, como en el caso emblemático de los reemplazos en el Indec. Moreno expuso allí quizá su mayor debilidad. Dejó servido el contraataque a aquellos que explotaron los aspectos caricaturescos de su personalidad, aunque su encono era previo y venía dado por aquello de que la orientación de la política económica sería ponerles límites a sectores empresarios. Eso no lo exime de sus errores o, si se quiere, de cierto voluntarismo, en muchos casos ineficaz. Como, por ejemplo, cuando anunció en Casa Rosada que los inquilinos podrían acceder a la compra de su vivienda con un sistema similar al leasing. Despertó expectativas que se vieron defraudadas cuando el plan quedó archivado en un cajón".
En la misma ocasión, Bloomberg News describió a Moreno como “el funcionario del gobierno más temido” que había pasado ocho años “controlando los precios y las importaciones usando tácticas de mano dura que le ganaron la reputación de matón”. El diario El Cronista Comercial lo definió como "el funcionario más polémico del gobierno de Cristina Kirchner y que más rechazos concentró entre sectores empresarios y de la oposición", señalando además que su renuncia "era reclamada por distintos empresarios y referentes del sector financiero, pero también por el líder del Frente Renovador, Sergio Massa, y por empresarios ligados a la importación". El Litoral sintetizó: "Dueño de un trato intimidante que orillaba la agresión, Moreno se aleja del gabinete de Cristina Kirchner con más desaciertos que logros, para refugiarse en una función menor en la embajada argentina en Roma".

## Actividad posterior
En el año 2017, publicó un libro titulado En defensa del modelo en el cual brinda un registro de su paso por la función pública entre 2003 y 2015. La presentación se realizó a sala llena en la Feria Internacional del Libro de Buenos Aires de 2017. En el mismo año, lanzó un documental autobiográfico llamado Soldado, en el que repasó su carrera política durante la última década y abordó sus críticas.
En 2018 creó la agrupación La Brigadier General, con la intención de reunir a los sectores nacionalistas y cristianos del peronismo. 
Ante las elecciones presidenciales de 2019, Moreno propuso que las diversas facciones del PJ se unieran para realizar una elección interna que sirviese para escoger al candidato que debía enfrentar a Mauricio Macri. De ese modo lanzó su precampaña para presidente de la Argentina, recibiendo el apoyo de agrupaciones como el Proyecto Segunda República, la Generación Intermedia Néstor Kirchner, el Consejo Evangélico Justicialista, los Judíos Peronistas y un sector de las 62 Organizaciones Peronistas. Sin embargo, unos meses antes de los comicios decidió abandonar su sueño presidencial, proponiendo la fórmula Cristina Fernández de Kirchner-Miguel Ángel Pichetto, como estrategia para «abarcar todo» y volver al gobierno. Pasadas esas elecciones, y ya desde 2020, se ha transformado en uno de los más fuertes críticos del gobierno del Frente de Todos, liderado por Alberto Fernández y Cristina Fernández de Kirchner. El 17 de octubre del 2020  creó el partido Principios y Valores, convocando a los peronistas a desafiliarse masivamente del PJ para unirse a la nueva plataforma. Al año siguiente fue candidato a diputado nacional en las elecciones legislativas de 2021 por su espacio político en la provincia de Buenos Aires, pero no alcanzó a reunir el 1% de los votos emitidos.
Tras su candidatura a diputado nacional en las elecciones legislativas de 2021, Guillermo Moreno continuó su actividad política y mediática como referente del peronismo doctrinario y crítico del gobierno del Frente de Todos. A partir de 2022, Moreno intensificó su participación en medios de comunicación, tanto en radio como en televisión, donde expuso de manera recurrente sus críticas al rumbo económico adoptado por el gobierno nacional, especialmente en lo relativo a la política de precios, el control de la inflación y la relación con organismos internacionales. En diversas entrevistas y columnas de opinión, sostuvo la necesidad de un “peronismo ortodoxo” y cuestionó la presunta deriva “socialdemócrata” de la dirigencia oficialista.
En agosto de 2022, propuso públicamente la intervención de empresas estratégicas y defendió la planificación de la oferta y la protección del mercado interno, retomando postulados del nacionalismo económico. Moreno continuó su actividad como analista y columnista en medios de comunicación, donde reiteró su defensa de los valores históricos del peronismo, se mostró crítico tanto de las políticas económicas del gobierno de Javier Milei como de los procesos de globalización, y expresó su apoyo a estrategias de nacionalismo económico similares a las implementadas en otras latitudes. Además, mantuvo su actividad en redes sociales y actos públicos, donde suele convocar a la “unidad del peronismo tradicional” y rechazar alianzas con sectores liberales y progresistas.
En 2025, A partir de la confirmación de la condena e inhabilitación de Cristina Fernández de Kirchner en 2025, Guillermo Moreno manifestó públicamente su solidaridad con la expresidenta y convocó a fortalecer la unidad interna del peronismo. Este episodio impulsó un proceso de mayor acercamiento institucional al Partido Justicialista, tras varios años de distanciamiento y crítica a su conducción. Moreno participó activamente en reuniones y actividades del Consejo Nacional del PJ, colaborando en la definición de estrategias políticas y electorales. Su intervención en este contexto fue interpretada como un intento de tender puentes entre los diversos sectores del movimiento justicialista, promoviendo la integración y la defensa de los postulados históricos del peronismo.

## Críticas y controversias

### Cuestionamiento del deber de funcionario público
Fue duramente cuestionado durante su paso por el gobierno debido a que, buscando favorecer los intereses económicos y políticos del kirchnerismo, empleó técnicas de extorsión y amenazas a opositores, acompañado por sindicalistas, barras bravas y expertos en artes marciales.
Al igual que muchos otros miembros del gabinete de ministros y secretarios kirchneristas, fue investigado y enjuiciado por las irregularidades registradas durante su gestión (siendo la más grave su estrategia para manipular las estadísticas oficiales del país con el fin de controlar artificialmente a la inflación).

### Agresión física contra su persona
El programa de televisión 6, 7, 8 difundió un informe donde dicen que el 14 de julio de 2010 Moreno fue agredido físicamente por José María Soaje Pinto, abogado del Grupo Clarín, mientras participaba de una reunión de directorio de la empresa Papel Prensa, en representación del Gobierno. Según el diario Página/12, dicha actitud fue una «puesta en escena» que luego fue avalada por la justicia al resolver que no se debe votar la modificación del Órgano de Fiscalización. El 31 de marzo de 2010, la Secretaría de Comercio Interior firmó la resolución N.º 126 dictando investigar «los hechos ocurridos en torno a la transferencia accionaria a favor de S.A. La Nación, Arte Gráfico Editorial Argentino (AGEA) y SA La Razón E.E.F.I.CyA.”, del capital social de Papel Prensa SAICF y de M., a partir del año 1976». Publicada en el Boletín Oficial el 4 de abril de 2010. Aníbal Fernández, jefe del Gabinete de Ministros, dijo en relación con la participación de Moreno en el caso de la empresa Papel Prensa que «ante la inmoralidad que rodea la apropiación de la compañía, la conducta del secretario de Comercio Interior es un bonsái tapando un bosque».

### Pagos por impresión de boletas en las primarias de 2023
En agosto de 2023 durante las Elecciones Primarias Abiertas Simultáneas y Obligatorias (PASO), la Dirección Nacional Electoral informó públicamente sobre el financiamiento que recibió cada lista electoral para la impresión de boletas. El partido Principios y Valores fue uno de los que encabezó el listado con un estimado de $682 millones de pesos argentinos, financiándosele en carácter de impresión de boletas únicamente para los cargos de presidente y vicepresidente, $308 millones de pesos argentinos.contra los 207.000.000 que recibieron tanto Juntos por el Cambio como Unión por la Patria y los $ 103.000.000 de La Libertad Avanza). Esto se logró debido a la participación de múltiples listas internas en las PASO. Concretamente, el partido presentó 5 fórmulas, Guillermo Moreno-Leonardo Fabre, Eliodoro Martínez-Vicente Souto, Paula Arias-Walter Vera, Jorge Oliver-Ezequiel San Martín y Carina Bartolini-Mabel Gómez siendo la fórmula de Guillermo Moreno la única que hizo publicidad y la más votada, pero aún con los votos de los otros 4 candidatos sólo obtuvo el 0,79 % de los votos, no alcanzando el mínimo requerido del 1,5 % para participar en las elecciones generales.
Esto desató críticas dada su inhabilitación previa para ocupar cargos públicos. Ante esto la DINE declaró públicamente que para evitar, el denominado "negocio de las boletas", había extremado controles.

### Condenas judiciales
En 2017 fue inhabilitado de forma absoluta y perpetua para ocupar cargos públicos por el Tribunal Oral Federal N.º 5 de Capital Federal, decisión confirmada por la Sala IV de la Cámara Federal de Casación en 2019, debido a la utilización de fondos públicos para comprar cotillón con la inscripción «Clarín miente». Ante esto la Corte Suprema de Justicia desestimó los planteos presentados por el mismo. En 2022, recibió otra condena a dos años de prisión en suspenso y seis meses de inhabilitación por amenazas al directorio de Papel Prensa. En julio de ese año aceptó la sentencia. En 2024, recibió una tercera condena; en este caso a tres años de prisión condicional y seis años de inhabilitación para el ejercicio de cargos públicos por abuso de autoridad y destrucción de registros públicos, relacionados con la manipulación de datos del INDEC durante la presidencia de Cristina Fernández de Kirchner.

## Historial electoral
Sólo participó en elecciones primarias -también llamadas PASO (Primarias, Abiertas, Simultáneas y Obligatorias)- las que definen qué candidatos están habilitados a presentarse a las elecciones nacionales, que según la ley son aquellos que obtengan al menos el 3 % de los votos válidamente emitidos en el distrito de que se trate para la respectiva categoría. Moreno nunca alcanzó ese porcentaje mínimo, por lo que nunca estuvo habilitado para las elecciones generales.
Ese el año 2017, Moreno participó en las elecciones primarias como candidato a diputado por la Ciudad de Buenos Aires, pero no alcanzó el 15% necesario para seguir en carrera hacia las elecciones definitivas, quedando por detrás de Daniel Filmus.
|  | 2,77 % |

|  | 1,00 % |

|  | 0,77 % |

## Causas judiciales

### Causas con sentencia firme

#### Compra de cotillón anti-Clarín
El 30 de octubre de 2017 fue condenado a dos años y medio de prisión en suspenso por malversar fondos públicos en la compra de cotillón contrario al Grupo Clarín. Ese mismo año pudo ser precandidato a legislador porteño, junto a Gustavo Vera para las Elecciones 2017 por el frente Unidad Porteña, ya que no se encontraba con sentencia firme.
El 17 de mayo de 2019 la sala IV de la cámara de casación penal ratificó la condena de dos años y seis meses de prisión por delito de peculado, imponiendo entre las penas, inhabilitación absoluta y perpetua para ejercer cargos públicos y la obligación de restituir las sumas sustraías. El 7 de agosto de ese año, la Cámara Federal de Casación Penal declaró inadmisible un recurso extraordinario presentado por el mismo Guillermo Moreno confirmando así nuevamente la condena.

#### Caso del Mercado Central
En octubre de 2018, el juez Néstor Barral citó a declaración indagatoria al exsecretario de Comercio luego de que el fiscal federal de Morón, Sebastián Basso, pidiera la citación por defraudación a la administración pública. Guillermo Moreno fue acusado, junto a otros exfuncionarios, de haber creado un club de fútbol dentro de la órbita del Mercado Central, se investiga la posible compra a sí mismo de dos terrenos para ubicar el predio. Dicho club fue creado en 2011, al cual se lo llamó Asociación Civil Club Atlético Mercado Central y que luego, a principios de 2012, conformaría una alianza con el club Sacachispas por unos cuatro o cinco años al cual le aportó una suma de 100 mil pesos por mes, a través de los patrocinadores; para finalmente fusionarse y poder lograr participar en torneos de AFA pasándose a llamar Sacachispas Mercado Central. El 8 de abril de 2022, el Juez Federal subrogante de Morón  Elpidio Portocarrero Tezanos Pintos, ordenó el procesamiento de Moreno por el delito de “administración fraudulenta agravada por haberse cometido en perjuicio de la administración pública en concurso con el delito de peculado de servicios”. También trabó embargo sobre sus bienes por 5 millones de pesos y le impuso la obligación de no salir del país. De acuerdo al auto acusatorio, “quedó demostrado que Guillermo Moreno, además de funcionario al momento de los hechos con un vínculo normativo con la corporación, resultaba ser miembro fundador de la Asociación Club del Mercado Central que participó del convenio perjudicial para la corporación. El deber de fidelidad para con administración y en particular con la actividad de la Corporación estaba consolidado por ese mandato de seguimiento, independientemente de no participar del Directorio de la CMCBA. En ese sentido, Moreno omitió la protección que la norma le imponía y de ese modo su comportamiento del tipo abuso defraudatorio perjudicó a la corporación, beneficiando, además, económicamente a la asociación por él creada”. La causa está caratulada como FSM70068/2016.

#### Intervención de la empresa Papel Prensa
A principios de 2020, el juez de Casación, Mariano Borinsky, decidió elevar a juicio oral las dos acusaciones relacionadas sobre la intervención de Moreno en la empresa Papel Prensa. En la primera de ellas se lo investiga por una posible adulteración de un acta de asamblea, acusándolo de delito de falsead ideológica; y la segunda acusación consiste en delitos de perturbación de funciones públicas, y amenazas simples y coactivas. El Tribunal Oral Federal N.º 8, integrado por los jueces Sabrina Namer, María Gabriela López Iñíguez y Nicolás Toselli. Finalmente, el 5 de julio de 2022, el Tribunal Oral Federal N.º 8 lo encontró culpable en la causa de amenazas colectivas, condenándolo a 2 años y cuatro meses de prisión en suspenso y 6 meses de inhabilitación a ejercer cargos públicos. Respecto al alcance concreto de la inhabilitación para ejercer cargos públicos, es de aplicación el art. 77 del Código Penal, que establece textualmente: "Por los términos 'funcionario público' y 'empleado público', usados en este código, se designa a todo el que participa accidental o permanentemente del ejercicio de funciones públicas, sea por elección popular, o por nombramiento de autoridad competente". En otras palabras, comprende la prohibición tanto de ejercer cargos electivos como de cargos no electivos para los que pudiere ser designado por una autoridad legalmente constituida. La defensa de Moreno interpuso un recurso de Casación que fue rechazado el 9 de agosto de 2023 por la Cámara Federal de Casación Penal, quedando así firme la sentencia. En el fallo definitivo se consideró que el análisis de todo el plexo probatorio “Ha permitido tener por acreditado al tribunal, sin hesitación alguna, el accionar ilícito desplegado por Moreno en la asamblea de Papel Prensa S.A”.(...) “Tal amedrentamiento generado por el imputado se materializó no sólo de forma verbal sino que esas palabras estuvieron acompañadas por distintos gestos y comportamientos, tanto de él como de los colaboradores que lo acompañaban, generando de este modo una atmosfera de agresión hacia los damnificados”.

### Caso de manipulación de los índices del INDEC
El juicio contra el exfuncionario y sus colaboradores comenzó en abril del 2017, a raíz de la denuncia que formuló Jorge Todesca cuando dirigía la consultora privada Finsoport. A finales del mismo año, el fiscal federal Carlos Stornelli pidió el procesamiento del exsecretario de Comercio y los exfuncionarios del INDEC. Durante su indagatoria, Guillermo Moreno declaró y negó haber cometido algún ilícito aunque aseguró haber detectado que la metodología que aplicaba el INDEC para medir algunos precios "no era la adecuada". Con base en ello, justificó que firmó un memorando entre fines de 2006 y comienzos del 2007 al que se dio carácter reservado porque "eran situaciones delicadas y estábamos demostrando que no se estaba trabajando correctamente".[cita requerida]
El 2 de marzo de 2018, el juez federal Rodolfo Canicoba Corral sobreseyó la causa alegando con sus propias palabras que, "No se advierte ningún elemento de convicción en el ejercicio de la sana crítica que permita sostener que Moreno de alguna manera instó verbalmente o por escrito, abusando de su autoridad, a algún funcionario del INDEC en aquella época, a que violara el secreto estadístico" y sostuvo que "Es el gobierno de turno quien decide como corresponde según una metodología y no una ley, a su criterio, la forma de medición de los índices que luego le permitirán a su saber desarrollar su política económica".
Al mes siguiente, esa causa volvió a abrirse en la Cámara Federal, revocando, así, el sobreseimiento que le habría dado el juez Canicoba Corral. Al siguiente año, se declaró válida la competencia del Tribunal Oral en lo Criminal Federal N.º 2 de la Ciudad de Buenos Aires para juzgar a Moreno. La causa está caratulada como "Causa 5197/07 “Moreno Mario Guillermo y otros s/violación de secretos”, y tomó nuevo impulso luego de que, en un juicio desarrollado ante el Tribunal Superior de Londres, el Estado Argentino fue obligado a pagar a los fondos Palladian Partners, HBK Master Fund, Hirsh Group y Virtual Emerald International Limited una suma de 1 330 000 000 euros por los menores montos pagados en su momento por los Valores Negociables Vinculados al PBI, tras considerarse probado que, durante la gestión de Moreno, los indicadores del PBI eran falseados para pagar menos.

#### Condena
El 7 de agosto de 2024, el Tribunal Oral en lo Criminal Federal N°2 de la Capital Federal condenó a Moreno a tres años de prisión condicional y seis años de inhabilitación para el ejercicio de cargos públicos, al hallarlo culpable de los delitos de abuso de autoridad y destrucción de registros públicos. El tribunal, integrado por los jueces Néstor Costabel, Rodrigo Giménez Uriburu y Jorge Gorini, también encontró culpable a Beatriz Paglieri, exdirectora del IPC (Índice de Precios al Consumidor) del INDEC. En tanto, decidieron la absolución de las empleadas vinculadas a la causa, Marcela Filia y María Celeste Cámpora Avellaneda.
El mismo día, durante la tarde, Moreno presentó su versión de los hechos en Crónica Televisión. Afirmó que el fallo confirmó que no incurrió en el delito de falsedad ideológica, y que los cargos se limitaron a abuso de autoridad y destrucción de registros públicos. Moreno sostuvo que esto planteaba dudas sobre si había adulterado la información en los informes estadísticos del INDEC, citando el fallo judicial. Cabe destacarse que los fundamentos de la sentencia están programados a conocerse el día 4 de septiembre de 2024.

"Me condenaron por abuso de autoridad, pero no por truchar las estadísticas del INDEC. Las estadísticas fueron exactas, verdaderas (…) ¿Cómo hace un secretario de Comercio para tener abuso de autoridad sobre empleados del INDEC? No lo se"
Moreno en Crónica TV, 7 de Agosto 2024

En su alegato, los fiscales federales Diego Luciani y José Ipohorski, había solicitado una pena más severa: cuatro años de prisión y diez de inhabilitación, razón por la cual la sentencia fue casada tanto por Moreno como por la Fiscalía. El 5 de mayo de 2025 la sala II de la Cámara Federal de Casación Penal confirmó por mayoría la condena de tres años de cárcel, que de ese modo también quedó firme.